# Litoria mira
Espèce
Litoria mira, surnommée la « Grenouille chocolat », est une espèce de grenouilles arboricoles de la famille des Pelodryadidae. Contrairement à de nombreuses autres espèces arboricoles, sa peau n'est pas verte mais brune, ce qui est à l'origine de son nom vernaculaire.

## Systématique
L'espèce Litoria mira a été décrite pour la première fois en 2021 par Paul M. Oliver, Eric N. Rittmeyer (d), Janne Torkkola (d), Chris Dahl (d), Stephen Charles Donnellan (d) et Stephen J. Richards, à la suite d'une expédition menée en Nouvelle-Guinée par l’Université Griffith. Cette espèce serait restée longtemps méconnue, protégée par un habitat naturel difficile d’accès. 
Cet amphibien fait partie du complexe d'espèces Litoria caerulea,,,,.

## Description
Litoria mira ressemble à la Rainette de White, une espèce présente en Australie et en Nouvelle-Guinée. Cependant, elle est plus petite mesurant entre 7 et 8 cm à pleine maturité, et sa tête est plus étroite. Ses membres sont relativement courts et robustes et elle se distingue par sa robe entièrement chocolat. Les informations sont moindres, cela est principalement dû à sa récente découverte. Cette fameuse grenouille chocolat semble irréelle, elle est étrangement similaire aux « chocogrenouilles » inventées par J. K. Rowling pour la saga Harry Potter,,,.

## Étymologie
Son épithète spécifique, du latin mira, « surpris, étrange », lui a été donné en référence à la surprise des scientifiques de découvrir un membre non décrit du groupe Litoria caerulea dans les forêts marécageuses de Nouvelle-Guinée.

## Publication originale
- (en) Paul M. Oliver, Eric N. Rittmeyer, Janne Torkkola, Stephen C. Donnellan, Chris Dahl et Stephen J. Richards, « Multiple trans-Torres Strait colonisations by tree frogs in the Litoria caerulea group, with the description of a new species from New Guinea », Australian Journal of Zoology, CSIRO Publishing (d), vol. 68,‎ 20 mai 2021, p. 25-39 (ISSN 0004-959X et 1446-5698, DOI 10.1071/ZO20071, lire en ligne).